# Marsh-Marigold Records
Marsh-Marigold Records ist ein Independent-Label aus Hamburg, Deutschland, und wurde 1988 gegründet.

## Geschichte
1988 gründete Oliver Goetzl zusammen mit drei Freunden die Band Jesterbells, deren Sound sich an The Go-Betweens und Felt sowie an Bands des britischen Labels Sarah Records orientierte. Da keine deutsche Plattenfirma bereit war, sich dieser Band trotz der auch in Deutschland wachsenden Gitarrenpopmusikszene anzunehmen, gründete Oliver Goetzl selbst ein Indie-Label und nannte es Marsh-Marigold Records. Die 7" EP Rain Keeps Falling wurde im Februar 1989 die erste Veröffentlichung des Labels. Sowohl die Jesterbells als auch Marsh-Marigold Records weckten bald das Interesse der auch in Deutschland entstehenden Fanzine-Szene und die Jesterbells durften im Mai 1989 The Wedding Present supporten. Nachdem die Jesterbells im Juli 1989 die 7" EP Just Like Apples on the Tree veröffentlicht hatte, löste sich die Band im Sommer desselben Jahres nach einem Supportauftritt für The Clean in der Hamburger "Fabrik" wieder auf. 
In den ersten Jahren nach den Jesterbells hatte das Label ausschließlich Bands unter Vertrag, die entweder aus dieser Gruppierung hervorgegangen waren oder dem gemeinsamen Freundeskreis angehörten: Die direkten Nachfolgebands Red Letter Day und die Fünf Freunde, die wiederum aus diesen beiden Bands rekrutierten My Guru Says sowie Freunde des Labels The Legendary Bang aus Itzehoe und später auch der Red Letter Day-Nachfolger Knabenkraut 1995. Im Sommer 1991 wurde die schwedische Band Acid House Kings auf die Musik von Red Letter Day aufmerksam und nahm daraufhin Kontakt zu Marsh-Marigold Records auf. Nach erfolgreichen Verhandlungen brachten die Acid House Kings im Januar 1992 als erste Band außerhalb des Gründerkreises ihre Debüt-Single Play Pop! auf Marsh-Marigold Records heraus. Auf diese Weise entstand der Kontakt zur nordischen Indie-Szene, wodurch in der Folgezeit zahlreiche Bands aus Skandinavien bei Marsh-Marigold Records unter Vertrag genommen wurden. Seit 1994 veröffentlichte Marsh-Marigold Records auch zunehmend Bands, die nicht aus dem eigenen Umfeld oder aus Skandinavien, sondern auch aus anderen Nachbarländern wie Frankreich stammen. 
Das Label hat von Anfang an darauf verzichtet, denselben Tonträger auf verschiedenen Formaten mehrfach zu vermarkten. Außerdem werden nur Bands unter Vertrag genommen, die vorher noch keine Veröffentlichung hatten und die besondere Geschmacksprüfung von Oliver Goetzl bestanden haben. Erfolgreiche Entdeckungen des Labels in der neueren Zeit waren die Skandinavier Cats on Fire, Love Dance, This Year’s Model und Gulo. Seit einiger Zeit wird Oliver von seinem Knabenkraut-Bandkollegen Björn Steffens bei der Labelarbeit unterstützt, der auch dafür verantwortlich ist, dass der Marsh-Marigold Records Katalog in den diversen Downloadshops erhältlich ist.
Im Dezember 2013 feierte Marsh-Marigold Records sein 25-jähriges Label-Jubiläum in Form eines zweitägigen Festivals im Hamburger "Nachtasyl" des Thalia-Theaters: Teilnehmende Bands waren Red Letter Day, The Soda Stream, The Legendary Bang und Alaska am 27. Dezember 2013 sowie Knabenkraut, Gulo, Honeyheads, Spy und Les Frères Checkolade am 29. Dezember 2013.

## Bands
- 50.000 Elvis Fans Can’t Be Wrong
- Acid House Kings
- Alaska
- Brideshead
- Blochin 81
- Busch
- Caramel
- Cats on Fire
- Fünf Freunde
- Elegant (WI)
- Empire State University
- The Groovy Cellar
- Gulo
- Honeyheads
- Jesterbells
- Knabenkraut
- Kristallin
- The Legendary Bang
- Les Frères Checkolade
- Love Dance
- My Guru Says
- Miniskirt
- Most Wanted Man
- Mumbly
- Poprace
- The Purelove
- Red Letter Day
- Red Sleeping Beauty
- Seashells
- Shelby
- The Soda Stream
- Spy
- This Year’s Model

## Kompilationen
- 1995: Marsh 1 Marsh-Marigold Review I - Various Artists - gold 01-10, CD
- 1998: Marsh 2 Marsh-Marigold Review II - Various Artists - gold 11-20, CD
- 1998: Marsh 3 Various Artists - proud and wild forever / 18. Juli 1998: 10 Jahre Marsh-Marigold Records, Tape
- 1999: CLSI-707 Seven Fantastic Cats, Vier Marsh-Marigold Bands (Knabenkraut, Busch, Brideshead, Mumbly) mit jeweils einem Stück auf japanischer 7" Vinyl Single (Clover Records)[1]
- 2004: Marsh 4 Marsh-Marigold Review III - Various Artists - gold 21-30, CD
- 2008: Marsh 5 Various Artists - 20 Jahre Marsh-Marigold Records, USB-Stick